# Henri Coulon
Pour les articles homonymes, voir Coulon.
Henri Coulon, né à Paris le 18 décembre 1855 où il est mort le 21 février 1936 en son domicile dans le 9e arrondissement de Paris, est un peintre et avocat français.

## Biographie
Avocat à la cour d'appel de Paris, inscrit au barreau de Paris depuis le 24 janvier 1876, il devient célèbre par sa participation à de nombreuses causes judiciaires et par de nombreuses publications de jurisprudence. Il plaide ainsi, entre autres, aux assises dans les affaires de meurtre, d'infanticide et de viol et dans les procès de l'artiste Jane May, de Lucien Guitry, du député Georges Laguerre, de l'incendie de l'Opéra-Comique, du Crédit mobilier portugais, d'Eugène Turpin dans l'affaire de celui-ci contre Jules Verne, etc. Avocat-conseil pour les artistes de l'Opéra-Comique, fondateur de la Ligue pour la défense de la liberté individuelle, avocat du Syndicat professionnel des artistes, de diverses compagnies d'assurances, il a aussi été professeur à l'école des hautes études commerciales et à l'institut polytechnique. On lui doit de nombreux ouvrages juridiques, en particulier sur le divorce.
Comme peintre, dernier élève de Henri Harpignies, membre de l'École de Crozant, il se fait connaître par ses paysages et expose au Salon des indépendants. Fondateur du Palais-Salon où il expose aussi, ses œuvres sont conservées aux musées de Châteauroux et de Brives ainsi que dans les salles du Conseil général de l'Indre. En 1926, il présente une importante collection à la Rétrospective des indépendants comprenant les toiles Le Moulin de Lecoury, Montrésor et La Forêt de Gros-Bois.

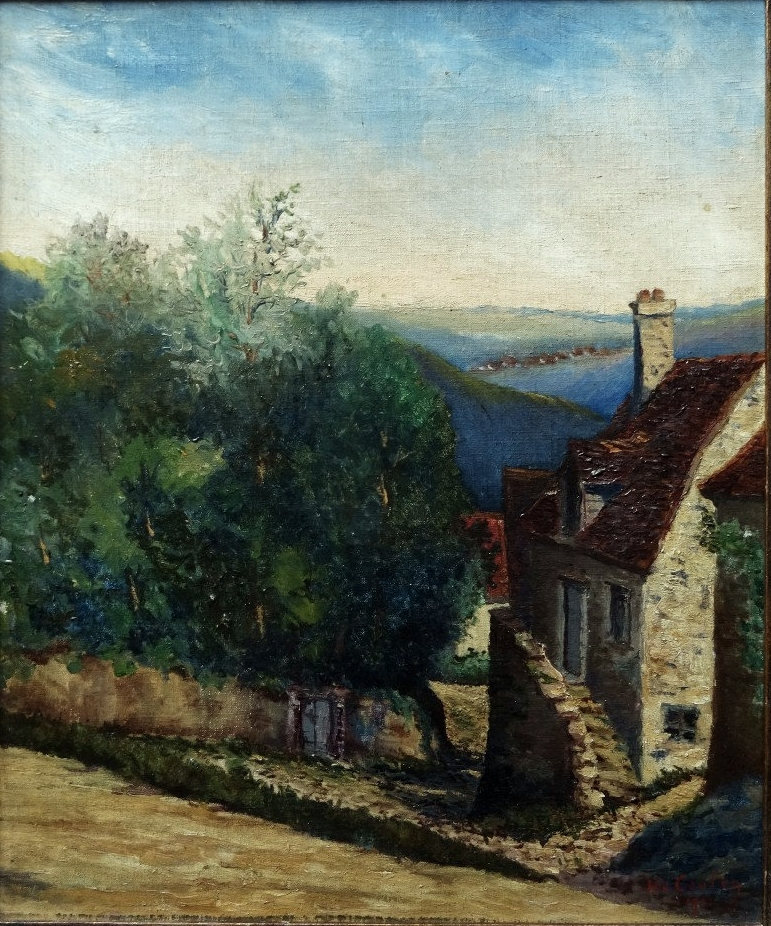
Village du Pin (Badecon-le-Pin), 1911, collection privée.
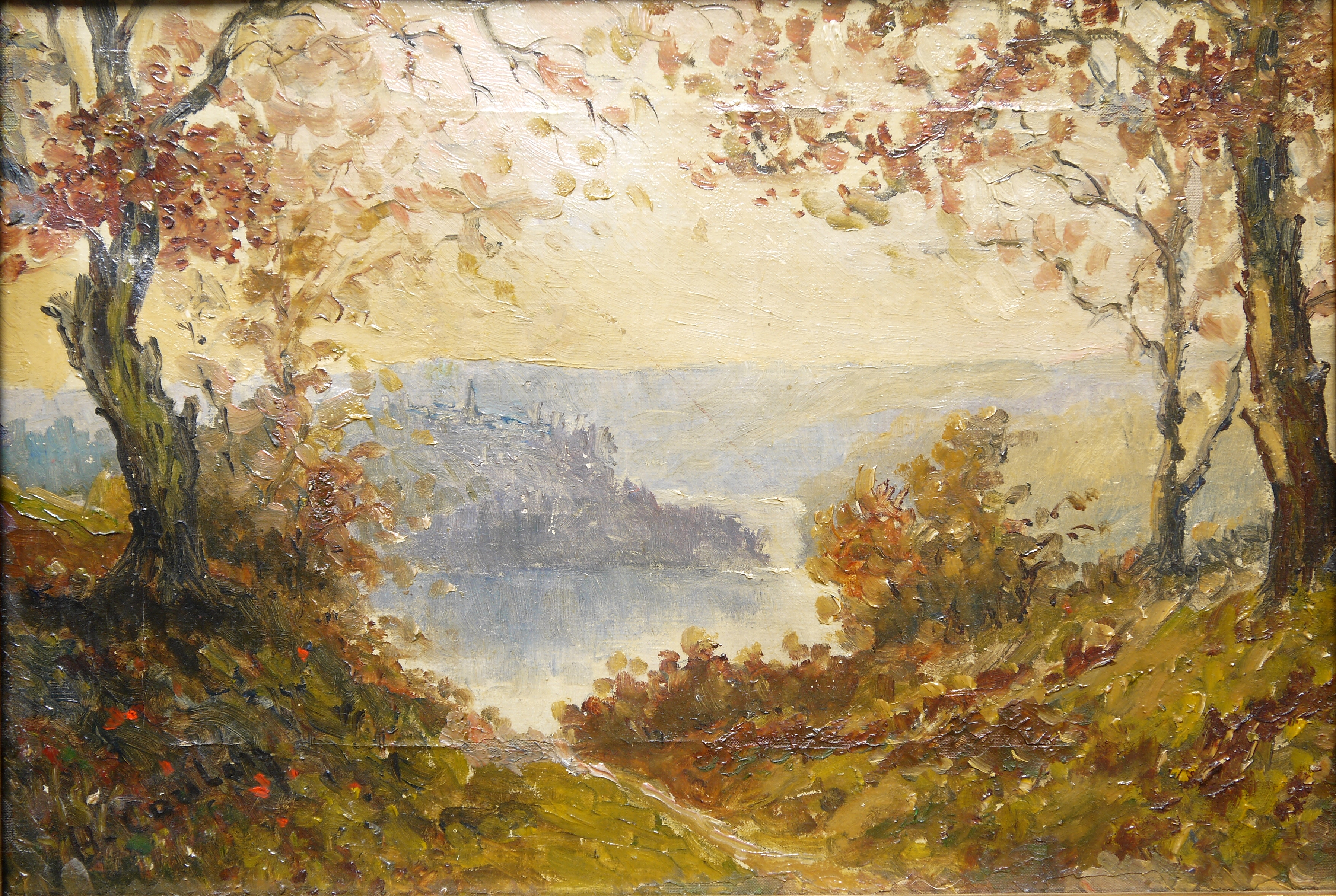
Vue de la vallée de la Creuse, Crozant, vers 1915, collection privée.